# Déjà Q
Déjà Q (v anglickém originále Deja Q) je v pořadí třináctá epizoda třetí sezóny seriálu Star Trek: Nová generace.
V této epizodě se posádka lodi USS Enterprise D snaží zamezit pádu měsíce obydlené planety Bre'el IV na její povrch. Tento úkol jim zkomplikuje bytost Q, který se z nenadání na Enterprise objeví a tvrdí, že mu byly odňaty všechny jeho schopnosti a že musí nadále žít život obyčejného smrtelníka.

## Příběh
USS Enterprise D přiletí k obydlené planetě Bre'el IV, aby zabránila blížící se katastrofě plynoucí z postupujícího pádu jejího asteroidického měsíce na povrch. Po příletu již planeta zažívá neblahé účinky působení gravitačního pole tohoto měsíce. Z nenadání se na můstku Enterprise objeví ve vzduchu nahý Q a spadne na podlahu. Říká, že byl vyloučen z Q-kontinua a zbaven svých schopností. Na svou žádost se stal člověkem a byl přenesen na Enterprise. Kapitán Picard respektuje jeho přání, aby s ním bylo zacházeno jako s člověkem, a vsadí jej do vězení.
Jak měsíc pokračuje ve svém sestupu a posádce Enterprise se jej již nedaří zadržovat, Q nabídne asistenci za pomoci svých znalostí. Poté, co je svědkem dalšího neúspěšného pokusu o zastavení měsíce, jeho rada zní: „Změňte gravitační konstantu vesmíru,“ což je zpočátku zavrhnuto. Q vůbec poprvé pocítí hlad, a tak jej Dat zavede do jídelny v „přední desítce“ a navrhne mu, aby si dal čokoládový zmrzlinový pohár. Ten samý, který si dává poradkyně Troi, když má špatnou náladu. Poté, co si jich objedná deset, je jeho hlad rychle přebit setkáním s Guinan, která využije jeho momentální zranitelnosti a píchne ho vidličkou, aby se přesvědčila, zda je opravdu tím, za koho se vydává a zda se nejedná jen o nějakou z jeho dalších her. Chvíli poté jej obklopí oblak mikroskopických vetřelců nazývaných Clamariané, které Q kdysi trýznil. Když nyní zjistili, že je bezmocný, chtějí se pomstít. Poté, co Enterprise zvedne štíty, aby na něj nemohli dále útočit, Picard poznamená, že Q si vlastně vybral Enterprise proto, aby zde nalezl útočiště před mimozemskými druhy, které vůči němu chovají zášť.
Qova myšlenka manipulace s gravitačním polem měsíce vnukne nápad La Forgeovi a pokusí se jej otestovat. Nicméně tento pokus oslabí štíty Enterprise a na Q opět zaútočí Clamariané. Dat se pokusí zasáhnout a zabránit jejich útoku, ale je zasažen elektřinou a jeho pozitronický mozek se téměř usmaží. Když Q vidí, že jeho přítomnost na Enterprise způsobuje mnoho potíží, vezme si raketoplán a loď opustí. Nedaří se jej ani transportovat zpět, ani jej zachytit vlečným paprskem. Když Clamariané proniknou i do raketoplánu, objevuje se druhý Q a informuje jej, že Q-kontinuum je vzhledem k jeho počínání na Enterprise ochotné mu dát druhou šanci a navrátí mu zpět jeho schopnosti. Svou opět nabytou silou přenese Clamariany se škodolibou radostí na dlaň své ruky. Druhý Q mu připomene, že by měl jednat v souladu s právě prožitou zkušeností, a tak neochotně mikroskopické mimozemšťany propustí, aniž by jim ublížil. Pak se triumfálně vrátí na můstek Enterprise, vrátí měsíc planety Bre'el na jeho oběžnou dráhu a k Picardově nelibosti začne oslavovat společně s kapelou mariachi, kterou vytvořil. Než odejde, věnuje Datovi malý dárek, aby si chvíli užil, jaké to je být člověkem: Několik sekund upřímného smíchu.

## Zajímavosti

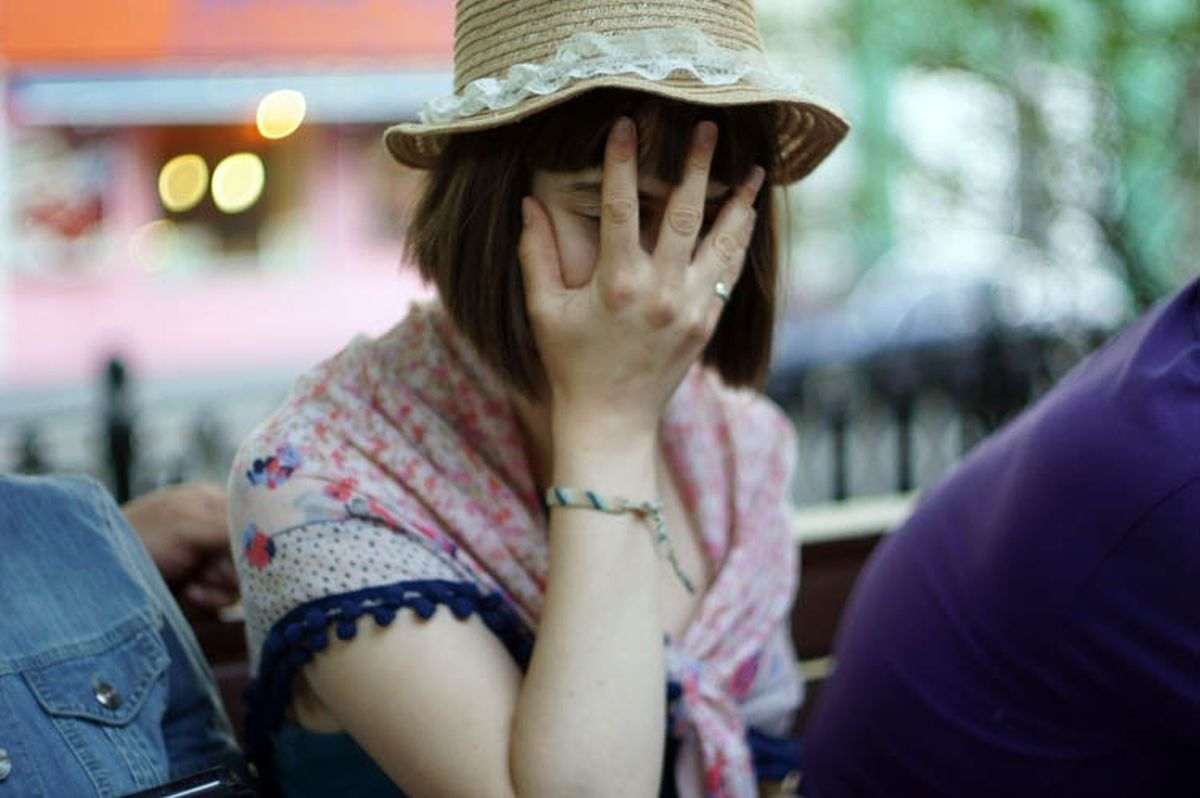
Facepalm

- Ačkoliv druhý Q, kterého hrál Corbin Bernsen, se také nazývá jednoduše Q, ve scénářích a ostatních seznamech je uváděn jako Q2, aby bylo možné jej odlišit od Q, kterého hrál John de Lancie.[2]
- V této epizodě se vyskytuje světoznámý mem kapitána Picarda v podobě tzv. facepalmu (viz obrázek).[3]